# MERTK
전암유전자 타이로신 단백질 인산화효소 MER (MERTK)는 인간에서 MERTK 유전자에 의해 암호화되는 효소이다.

## 기능
이 유전자는 TYRO3/AXL/MER(TAM) 수용체 인산화효소 계열의 구성원이며 2개의 피브로넥틴 III형 도메인, 2개의면역글로불린 유사 C2 유형 도메인 및 1개의 타이로신 인산화효소 도메인으로 막관통 단백질을 암호화한다. 이 유전자의 돌연변이는 망막색소상피세포 (RPE) 식작용 경로의 파괴 및 상염색체 열성 망막색소변성증(RP)의 발병과 연관되어 있다.